# Occupational Safety and Health Act
Der Occupational Safety and Health Act (OSH Act) ist ein Bundesgesetz in den Vereinigten Staaten, das am 29. Dezember 1970 von Präsident Richard Nixon unterzeichnet wurde. Das Gesetz legt die für die meisten Unternehmen geltenden Arbeitsschutzbestimmungen fest. Das Gesetz sollte dafür sorgen, dass Arbeiter in Umgebungen arbeiten, von denen keine Gefahren für ihre Gesundheit und Unversehrtheit ausgehen.
Zur Durchsetzung des Gesetzes wurde die Occupational Safety and Health Administration (OSHA) gegründet, die dem Bundesarbeitsministerium untersteht. Zur Erforschung von Arbeitsbedingungen bestimmte das Gesetz auch die Schaffung eines National Institute of Occupational Safety and Health (NIOSH) sowie das Occupational Safety and Health Review Commission (OSHRC) zur Verhandlung von Verstößen gegen das Gesetz.